# Croatian Indoors 1996 - Qualificazioni singolare
Le qualificazioni del singolare  del Croatian Indoors 1996 sono state un torneo di tennis preliminare per accedere alla fase finale della manifestazione. I vincitori dell'ultimo turno sono entrati di diritto nel tabellone principale. In caso di ritiro di uno o più giocatori aventi diritto a questi sono subentrati i lucky loser, ossia i giocatori che hanno perso nell'ultimo turno ma che avevano una classifica più alta rispetto agli altri partecipanti che avevano comunque perso nel turno finale.
Le qualificazioni del torneo Croatian Indoors 1996 prevedevano 32 partecipanti di cui 4 sono entrati nel tabellone principale.

## Teste di serie
1. Patrik Kühnen (primo turno)
2. David Miketa (primo turno)
3. Eyal Erlich (ultimo turno)
4. Hendrik Jan Davids (Qualificato)

1. Tomáš Krupa (primo turno)
2. Petr Pála (primo turno)
3. Petr Luxa (ultimo turno)
4. Rainer Falenti (ultimo turno)

## Qualificati
1. Adolf Musil
2. Tom Kempers

1. Jack Waite
2. Hendrik Jan Davids

## Tabellone

### Legenda
| - Q = Qualificato - WC = Wild card - LL = Lucky loser | - ALT = Alternate - SE = Special Exempt - PR = Protected Ranking | - w/o = Walkover - r = Ritirato - d = Squalificato |

### Sezione 1
|  | Primo turno    | Primo turno    | Primo turno    | Primo turno | Primo turno |  |  | Secondo turno  | Secondo turno  | Secondo turno  | Secondo turno  | Secondo turno |   |   | Ultimo turno | Ultimo turno | Ultimo turno | Ultimo turno | Ultimo turno |  |
|  |                |                |                |             |             |  |  |                |                |                |                |               |   |   |              |              |              |              |              |  |
|  |                | Adolf Musil    | 6              | 3           | 6           |  |  |                |                |                |                |               |   |   |              |              |              |              |              |  |
|  | 1              | Patrik Kühnen  | 3              | 6           | 3           |  |  | Adolf Musil    | Adolf Musil    | Adolf Musil    | 7              | 7             |   |   |              |              |              |              |              |  |
|  | Vladimir Sever | Vladimir Sever | 2              | 6           | 6           |  |  | Vladimir Sever | Vladimir Sever | Vladimir Sever | 6              | 6             |   |   |              |              |              |              |              |  |
|  | Mario Tudor    | Mario Tudor    | 6              | 4           | 2           |  |  |                |                |                |                |               |   |   |              | Adolf Musil  | 6            | 4            | 6            |  |
|  | Bill Behrens   | Bill Behrens   | 6              | 7           | 7           |  |  |                |                | 8              | Rainer Falenti | 4             | 6 | 2 |              |              |              |              |              |  |
|  | Ivan Ljubičić  | Ivan Ljubičić  | 7              | 5           | 6           |  |  |                | Bill Behrens   | 6              | 6              | 3             |   |   |              |              |              |              |              |  |
|  | 8              | Rainer Falenti | Rainer Falenti | 7           | 6           |  |  | 8              | Rainer Falenti | 7              | 4              | 6             |   |   |              |              |              |              |              |  |
|  |                | Goran Orešić   | Goran Orešić   | 6           | 3           |  |  |                |                |                |                |               |   |   |              |              |              |              |              |  |

### Sezione 2
|  | Primo turno             | Primo turno             | Primo turno             | Primo turno | Primo turno |  |  | Secondo turno    | Secondo turno     | Secondo turno     | Secondo turno | Secondo turno |   |   | Ultimo turno | Ultimo turno | Ultimo turno | Ultimo turno | Ultimo turno |  |
|  |                         |                         |                         |             |             |  |  |                  |                   |                   |               |               |   |   |              |              |              |              |              |  |
|  |                         | Tom Kempers             | 5                       | 7           | 7           |  |  |                  |                   |                   |               |               |   |   |              |              |              |              |              |  |
|  | 2                       | David Miketa            | 7                       | 6           | 6           |  |  | Tom Kempers      | Tom Kempers       | 7                 | 4             | 7             |   |   |              |              |              |              |              |  |
|  | Stephen Noteboom        | Stephen Noteboom        | Stephen Noteboom        | 7           | 6           |  |  | Stephen Noteboom | Stephen Noteboom  | 6                 | 6             | 5             |   |   |              |              |              |              |              |  |
|  | Marcelo Huthmann-Manola | Marcelo Huthmann-Manola | Marcelo Huthmann-Manola | 6           | 2           |  |  |                  |                   |                   |               |               |   |   |              | Tom Kempers  | Tom Kempers  | 6            | 7            |  |
|  | Emanuel Rasberger       | Emanuel Rasberger       | 2                       | 7           | 6           |  |  |                  |                   | 7                 | Petr Luxa     | Petr Luxa     | 3 | 6 |              |              |              |              |              |  |
|  | Igor Sarić              | Igor Sarić              | 6                       | 6           | 1           |  |  |                  | Emanuel Rasberger | Emanuel Rasberger | 3             | 2             |   |   |              |              |              |              |              |  |
|  | 7                       | Petr Luxa               | 6                       | 6           | 6           |  |  | 7                | Petr Luxa         | Petr Luxa         | 6             | 6             |   |   |              |              |              |              |              |  |
|  |                         | Maurice Ruah            | 7                       | 4           | 2           |  |  |                  |                   |                   |               |               |   |   |              |              |              |              |              |  |

### Sezione 3
|  | Primo turno  | Primo turno   | Primo turno  | Primo turno | Primo turno |  |  | Secondo turno | Secondo turno | Secondo turno | Secondo turno | Secondo turno |   |   | Ultimo turno | Ultimo turno | Ultimo turno | Ultimo turno | Ultimo turno |  |
|  |              |               |              |             |             |  |  |               |               |               |               |               |   |   |              |              |              |              |              |  |
|  | 3            | Eyal Erlich   | Eyal Erlich  | 6           | 6           |  |  |               |               |               |               |               |   |   |              |              |              |              |              |  |
|  |              | Ivica Ančić   | Ivica Ančić  | 4           | 2           |  |  | 3             | Eyal Erlich   | Eyal Erlich   | 6             | 7             |   |   |              |              |              |              |              |  |
|  | Tomáš Catar  | Tomáš Catar   | Tomáš Catar  | 6           | 6           |  |  |               | Tomáš Catar   | Tomáš Catar   | 4             | 6             |   |   |              |              |              |              |              |  |
|  | Marko Por    | Marko Por     | Marko Por    | 2           | 2           |  |  |               |               |               |               |               |   |   | 3            | Eyal Erlich  | 6            | 6            | 5            |  |
|  | Jack Waite   | Jack Waite    | Jack Waite   | 6           | 6           |  |  |               |               |               | Jack Waite    | 4             | 7 | 7 |              |              |              |              |              |  |
|  | Ivo Karlović | Ivo Karlović  | Ivo Karlović | 4           | 4           |  |  | Jack Waite    | Jack Waite    | Jack Waite    | 7             | 6             |   |   |              |              |              |              |              |  |
|  |              | Ivo Heuberger | 4            | 6           | 6           |  |  | Ivo Heuberger | Ivo Heuberger | Ivo Heuberger | 5             | 4             |   |   |              |              |              |              |              |  |
|  | 5            | Tomáš Krupa   | 6            | 1           | 4           |  |  |               |               |               |               |               |   |   |              |              |              |              |              |  |

### Sezione 4
|  | Primo turno         | Primo turno         | Primo turno         | Primo turno | Primo turno |  |  | Secondo turno    | Secondo turno      | Secondo turno      | Secondo turno  | Secondo turno  |   |   | Ultimo turno | Ultimo turno       | Ultimo turno       | Ultimo turno | Ultimo turno |  |
|  |                     |                     |                     |             |             |  |  |                  |                    |                    |                |                |   |   |              |                    |                    |              |              |  |
|  | 4                   | Hendrik Jan Davids  | 0                   | 6           | 6           |  |  |                  |                    |                    |                |                |   |   |              |                    |                    |              |              |  |
|  |                     | Kresimir Ritz       | 6                   | 4           | 2           |  |  | 4                | Hendrik Jan Davids | Hendrik Jan Davids | 6              | 6              |   |   |              |                    |                    |              |              |  |
|  | Sandro Della Piana  | Sandro Della Piana  | 6                   | 5           | 6           |  |  |                  | Sandro Della Piana | Sandro Della Piana | 2              | 3              |   |   |              |                    |                    |              |              |  |
|  | Željko Krajan       | Željko Krajan       | 3                   | 7           | 3           |  |  |                  |                    |                    |                |                |   |   | 4            | Hendrik Jan Davids | Hendrik Jan Davids | 6            | 7            |  |
|  | Thomas Buchmayer    | Thomas Buchmayer    | Thomas Buchmayer    | 6           | 6           |  |  |                  |                    |                    | Jan Kodeš, Jr. | Jan Kodeš, Jr. | 2 | 6 |              |                    |                    |              |              |  |
|  | Thomas Strengberger | Thomas Strengberger | Thomas Strengberger | 2           | 2           |  |  | Thomas Buchmayer | Thomas Buchmayer   | Thomas Buchmayer   | 6              | 1              |   |   |              |                    |                    |              |              |  |
|  |                     | Jan Kodeš, Jr.      | Jan Kodeš, Jr.      | 6           | 6           |  |  | Jan Kodeš, Jr.   | Jan Kodeš, Jr.     | Jan Kodeš, Jr.     | 7              | 6              |   |   |              |                    |                    |              |              |  |
|  | 6                   | Petr Pála           | Petr Pála           | 3           | 3           |  |  |                  |                    |                    |                |                |   |   |              |                    |                    |              |              |  |